# 鐵里
鐵里，是一個印度，尼泊爾和巴基斯坦的傳統榨油種姓，可以是印度教徒也可以是穆斯林。
馬哈拉施特拉邦一個猶太人社區也被稱為鐵里，但仍遵守安息日不工作傳統。

## 詞源
鐵里這個詞來源於tel，在馬拉地語，印地語，奧里薩語意味著油。

## 瓦爾那狀態
鐵里通常被認為是屬於印度教吠舍瓦爾納，雖然可能較低或不太純的種姓。較正統的婆羅門把他們歸入首陀羅(因殘害生命)，而其他人指出，鐵里避免和首陀羅掛勾，試圖宣稱自己是吠舍。
在拉賈斯坦邦，鐵里聲稱自己是刹帝利，但他們的鄰居認出他们是吠舍。

## 值得注意的鐵里
- 甘地
- 帝洛巴